# 1975年ウィンブルドン選手権
1975年 ウィンブルドン選手権（1975ねんウィンブルドンせんしゅけん、The Championships, Wimbledon 1975）は、イギリス・ロンドン郊外にある「オールイングランド・ローンテニス・アンド・クローケー・クラブ」にて、1975年6月23日から7月5日にかけて開催された。

## 概要
- 沢松和子が日本人女子初・日本人としては1955年全米以来20年ぶりの優勝を果たした。沢松の快挙は、日本全国に大きな反響を呼んだ。次に日本人が4大大会で優勝するのは22年後の1997年全仏オープン、ウィンブルドンで優勝するのは28年後の2003年のことである。
- 男子シングルス優勝者のアーサー・アッシュは、黒人の男子テニス選手として最初のウィンブルドン優勝者になった。アッシュは1968年全米オープン・1970年全豪オープンに続く4大大会シングルス3勝目。黒人の女子選手では、アリシア・ギブソンが1957年と1958年にウィンブルドンで2連覇したことがあるが、男子選手はアッシュが最初であった。
- 女子シングルス優勝者のビリー・ジーン・キング夫人は、6度目のウィンブルドン優勝により、4大大会シングルス通算「12勝」を記録した。ウィンブルドン女子シングルス「6勝」は選手権の単独5位記録で、総計「12勝」は女子歴代6位タイ記録。これがキング夫人の最後の4大大会女子シングルス優勝になった。

## 大会の流れ
- 男子シングルスは「128名」の選手による通常の7回戦制で行われた。シード選手は16名。
- 女子シングルスは「96名」の選手による7回戦制で行われ、32名の選手は「1回戦不戦勝」（抽選表では“Bye”と表示）があった。シード選手は8名。シード選手でも、1回戦から出場した人と、2回戦から登場した人がいる。2回戦から登場した選手が初戦敗退の場合は「2回戦＝初戦」と表記する。

## シード選手

### 男子シングルス
1. ジミー・コナーズ　（準優勝）
2. ケン・ローズウォール　（4回戦）
3. ビョルン・ボルグ　（ベスト8）
4. ギレルモ・ビラス　（ベスト8）
5. イリ・ナスターゼ　（2回戦）
6. アーサー・アッシュ　（初優勝）
7. スタン・スミス　（1回戦）
8. ラウル・ラミレス　（ベスト8）
9. トム・オッカー　（ベスト8）
10. ジョン・アレクサンダー　（2回戦）
11. ロスコー・タナー　（ベスト4）
12. ヤン・コデシュ　（2回戦）
13. マーティー・リーセン　（4回戦）
14. ビタス・ゲルレイティス　（1回戦）
15. オニー・パルン　（3回戦）
16. トニー・ローチ　（ベスト4）

### 女子シングルス
1. クリス・エバート　（ベスト4）
2. マルチナ・ナブラチロワ　（ベスト8）
3. ビリー・ジーン・キング　（優勝、2年ぶり6度目）
4. イボンヌ・グーラゴング・コーリー　（準優勝）
5. マーガレット・スミス・コート　（ベスト8）
6. バージニア・ウェード　（ベスト8）
7. オルガ・モロゾワ　（ベスト8）
8. ケリー・レイド　（2回戦、途中棄権）

## 大会経過

### 男子シングルス
準々決勝
- ジミー・コナーズ vs.  ラウル・ラミレス　6-4, 8-6, 6-2
- ロスコー・タナー vs.  ギレルモ・ビラス　6-4, 5-7, 6-8, 6-2, 6-2
- アーサー・アッシュ vs.  ビョルン・ボルグ　2-6, 6-4, 8-6, 6-1
- トニー・ローチ vs.  トム・オッカー　2-6, 9-8, 2-6, 6-4, 6-2

準決勝
- ジミー・コナーズ vs.  ロスコー・タナー　6-4, 6-1, 6-4
- アーサー・アッシュ vs.  トニー・ローチ　5-7, 6-4, 7-5, 8-9, 6-4

### 女子シングルス
準々決勝
- クリス・エバート vs.  ベティ・ストーブ　5-7, 7-5, 6-0
- ビリー・ジーン・キング vs.  オルガ・モロゾワ　6-3, 6-3
- イボンヌ・グーラゴング・コーリー vs.  バージニア・ウェード　5-7, 6-3, 9-7
- マーガレット・スミス・コート vs.  マルチナ・ナブラチロワ　6-3, 6-4

準決勝
- ビリー・ジーン・キング vs.  クリス・エバート　2-6, 6-2, 6-3
- イボンヌ・グーラゴング・コーリー vs.  マーガレット・スミス・コート　6-4, 6-4

## 決勝戦の結果
男子シングルス
- アーサー・アッシュ vs.  ジミー・コナーズ　6-1, 6-1, 5-7, 6-4

女子シングルス
- ビリー・ジーン・キング vs.  イボンヌ・グーラゴング・コーリー　6-0, 6-1

男子ダブルス
- ビタス・ゲルレイティス＆ サンディ・マイヤー vs.  アラン・ストーン＆ コリン・ダウデスウェル　7-5, 8-6, 6-4

女子ダブルス
- 沢松和子＆ アン清村 vs.  フランソワーズ・デュール＆ ベティ・ストーブ　7-5, 1-6, 7-5

混合ダブルス
- マーティー・リーセン＆ マーガレット・スミス・コート vs.  アラン・ストーン＆ ベティ・ストーブ　6-4, 7-5